# 프론트 (영화)
《프론트》(영어: The Front)는 미국에서 제작된 1976년 코미디 드라마 영화이다. 마틴 릿이 연출과 제작을 맡고, 우디 앨런 등이 출연하였다.

## 출연진
- 우디 앨런
- 제로 모스텔
- 허셜 버나디
- 마이클 머피
- 안드레이아 마코비치
- 로이드 고프
- 데이비드 마귤리스
- 대니 아이엘로
- 조지프 서머

## 기타 제작진
- 총괄 제작: 찰스 H. 조피, 잭 롤린스(크레디트 미기재)
- 협력 제작: 로버트 그린헛
- 미술: 찰스 베일리
- 의상: 루스 몰리
- 특수 효과: 앨버트 휘틀록